# Kleiner Grasbrook
 est un quartier (Stadtteil) de Hambourg, en Allemagne, situé dans l’arrondissement (Bezirk) de Hambourg-Mitte. Il est situé sur l'île homonyme située entre les bras nord et sud de l'Elbe (Norderelbe et Süderelbe), ainsi que les quartiers de Steinwerder, Veddel et Wilhelmsburg. Le quartier consiste presque exclusivement de locaux du port de Hambourg. Les quatre quarts sont techniquement des îles distinctes, car ils sont tous séparés par leurs propres barrages. En 2016, la population s'élevait à 1 218.

## Histoire
On pense que le corsaire Klaus Störtebeker a été décapité sur l'île Grasbrook en 1400 ou en 1401. 
Au cours de la Seconde Guerre mondiale, le port de Hambourg et par conséquent Kleiner Grasbrook ont été la cible des raids aériens de l'opération Gomorrah. De la mi-juillet 1944 à octobre 1945, le sous-camp Dessauer Ufer du camp de concentration de Neuengamme se trouvait dans le quartier.  
Dans la nuit du 16 au 17 février 1962, l’île était inondée et gravement endommagée par une inondation dans la mer du Nord. 

## Géographie
En 2006, selon les statistiques de Hambourg et du Schleswig-Holstein, le quartier Kleiner Grasbrook couvrait une superficie totale de 4,5 kilomètres carrés. Kleiner Grasbrook borde au nord le quartier de HafenCity. Le quartier Veddel se trouve à l'est et le quartier Steinwerder à l'ouest. Au sud se trouve le quartier Wilhelmsburg . 

## Démographie
En 2006, Kleiner Grasbrook comptait 1 219 habitants. La densité de population était de 274/km². 12,7% de la population avait moins de 18 ans et 8% avait 65 ans ou plus. 55,9% étaient des résidents étrangers. 137 personnes étaient inscrites au chômage. En 1999, il y avait 694 ménages dont 21,3% avaient des enfants de moins de 18 ans vivant avec eux et 47,7% de tous les ménages étaient composés d'une seule personne. La taille moyenne des ménages était de 1,95 personne.
Population par année 
| 1987  | 1988  | 1989  | 1990  | 1991  | 1992  | 1993  | 1994  | 1995  | 1996  | 1997  | 1998  | 1999  |
| 1 177 | 1 203 | 1 285 | 1 390 | 1 488 | 1 583 | 1 607 | 1 624 | 1,643 | 1 512 | 1 492 | 1 362 | 1 345 |

| 2000  | 2001  | 2002  | 2003  | 2004  | 2005  | 2006  | 2007  |
| 1 326 | 1 345 | 1 320 | 1 384 | 1 368 | 1 299 | 1 262 | 1 219 |

En 2006, il y eut 334 infractions pénales (274 crimes pour 1 000 personnes).

## Économie

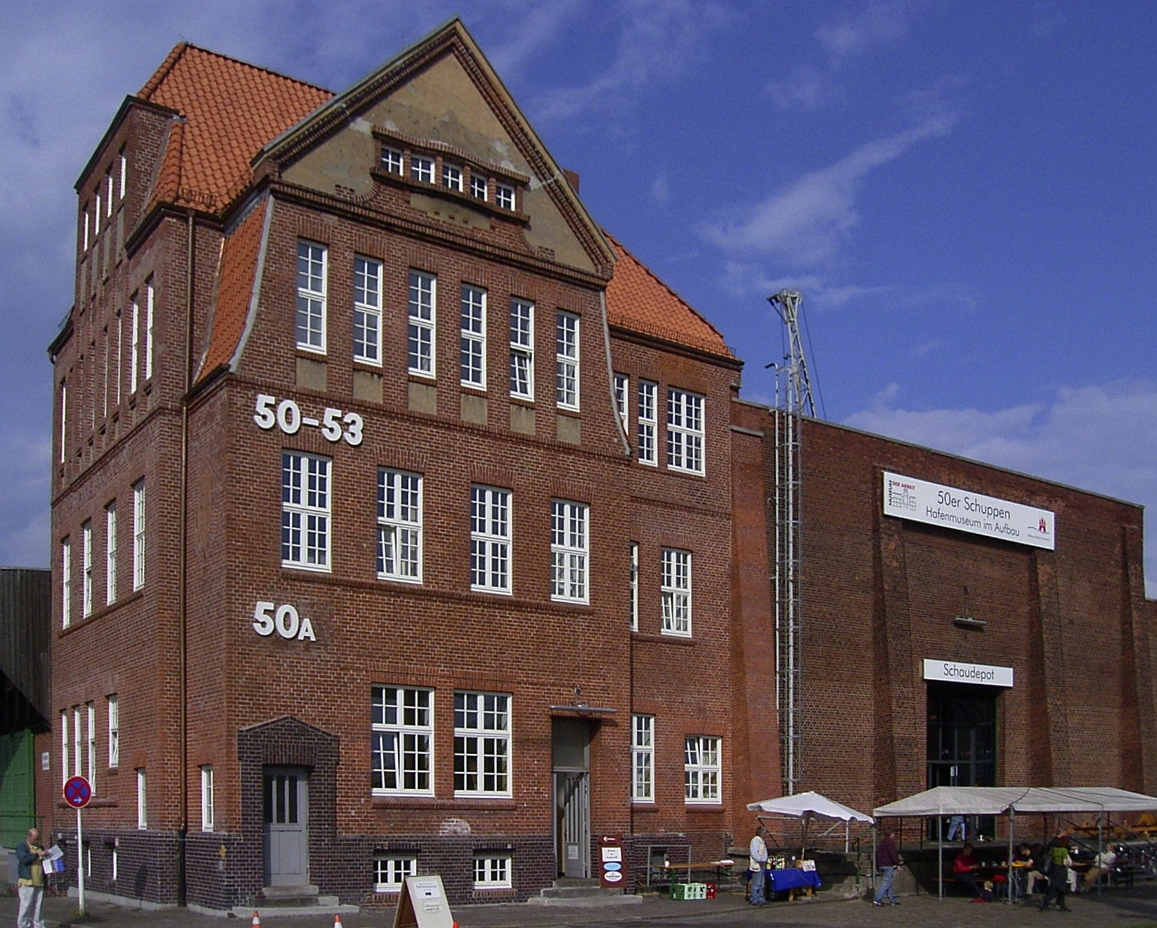
Une partie de l'entrepôt Schuppen 50, en 2008, succursale du musée du travail.

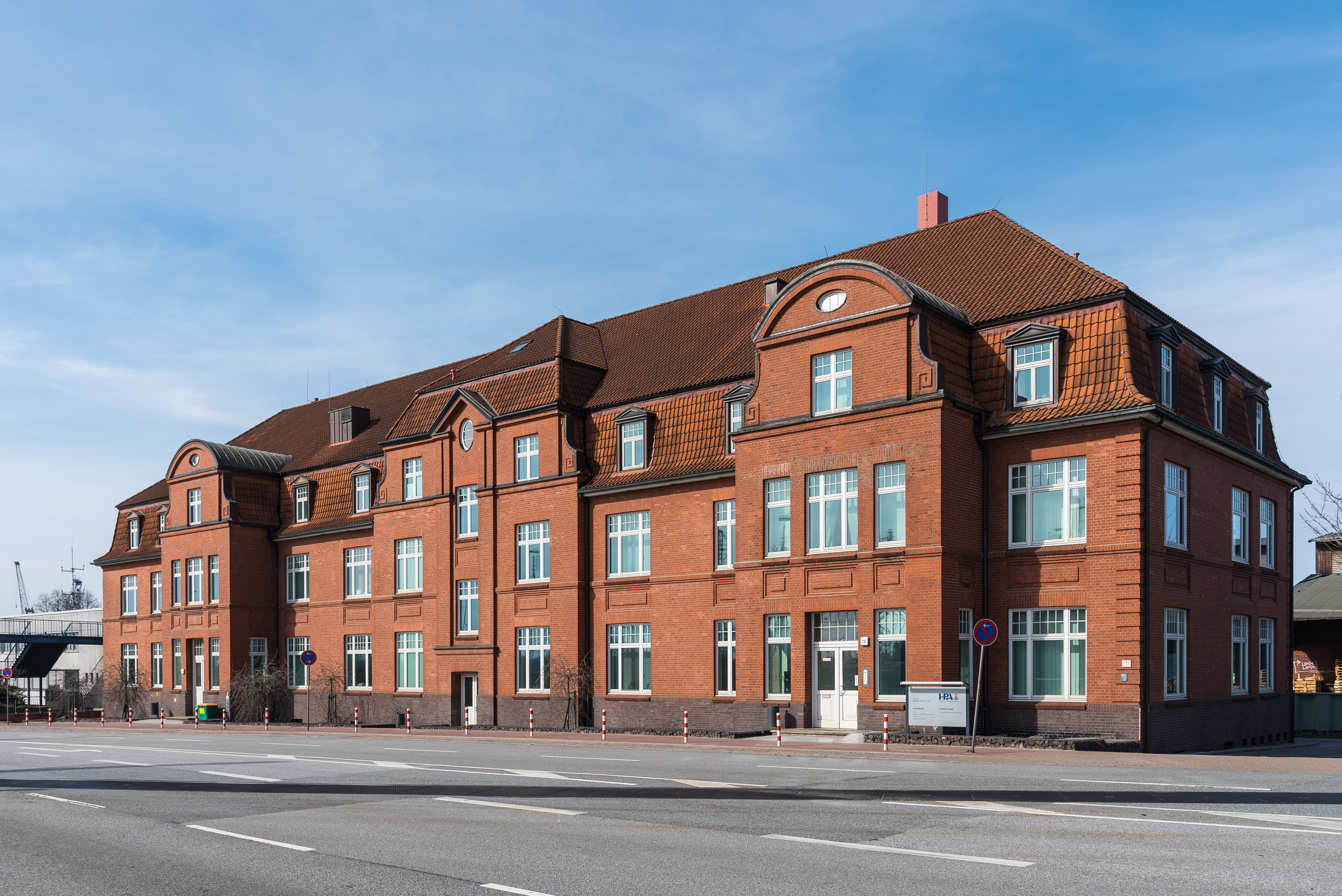
Bâtiment de l'autorité portuaire de Hambourg.

Une partie du port de Hambourg est située dans le quartier Kleiner Grasbrook. 

## Infrastructure
Il n'y a pas d'écoles dans le quartier, pas de médecins, ni de pharmacies. 

### Transport
Selon le département des véhicules motorisés (Kraftfahrt-Bundesamt), 113 voitures particulières ont été immatriculées au cours du trimestre (93 voitures / 1 000 personnes). 